# Мареш, Франтишек
Фра́нтишек Ва́цлав Ма́реш (чеш. František Václav Mareš) (род. 20 декабря 1922, Бенешов, Среднечешский край, Чехия — 3 декабря 1994, там же) — чешский славист, этимолог и топограф. Изучал старославянские элементы в других славянских языках и занимался историей развития славянских языков в целом. В 1956 году из идеологических соображений ему было отказано в хабилитации, однако он смог получить степень кандидата наук. Позже эмигрировал и в 1968—1993 годах был профессором славистики в Венском университете. Автор оригинальной классификации славянских языков (1980) и первой чешской грамматики македонского языка.

## Классификация славянских языков по Марешу
Первоначально Мареш придерживался дихотомической классификации, разделяя славянские языки на северные и южные, но в 1980 г. он выдвинул свою, тетрахотомическую, классификацию, согласно которой славянские языки делятся на болгарско-македонскую, словенско-сербохорватскую, западную и восточную группы. 

## Награды
- Медаль за заслуги перед Македонией[макед.] (2007, посмертно, Македония).

## Основные работы
- Diachronische Phonologie des Ur- und Frühslavischen. Frankfurt am Main: Peter Lang, 1999.
- Diachronische Morphologie des Ur- und Frühslavischen. Frankfurt am Main: Peter Lang, 2001.
- Cyrilometodějská tradice a slavistika. Praha: Torst, 2000 (сборник, издан посмертно).